# Clinopodium thymifolium
Clinopodium thymifolium là một loài thực vật có hoa trong họ Hoa môi. Loài này được (Scop.) Kuntze mô tả khoa học đầu tiên năm 1891.